# Campeonato Mundial de Atletismo de 2022 - 100 m com barreiras feminino
A competição dos 100 metros com barreiras feminino no Campeonato Mundial de Atletismo de 2022 foi realizada no estádio Hayward Field, em Eugene, nos Estados Unidos, nos dias 23 e 24 de julho de 2022.

## Recordes
Antes da competição, os recordes eram os seguintes:
| Recorde mundial                               | Kendra Harrison (USA)  | 12.20 | Londres, Grã Bretanha  | 22 de julho de 2016   |
| Recorde do campeonato                         | Sally Pearson (AUS)    | 12.28 | Daegu, Coreia do Sul   | 3 de setembro de 2011 |
| Melhor marca do ano                           | Kendra Harrison (USA)  | 12.34 | Eugene, Estados Unidos | 25 de junho de 2022   |
| Recorde da África                             | Tobi Amusan (NGR)      | 12.41 | Paris, França          | 18 de junho de 2022   |
| Recorde da Ásia                               | Olga Shishigina (KAZ)  | 12.44 | Lucerna, Suíça         | 27 de junho de 1995   |
| Recorde da América do Norte, Central e Caribe | Kendra Harrison (USA)  | 12.20 | Londres, Grã Bretanha  | 22 de julho de 2016   |
| Recorde da América do Sul                     | Maurren Maggi (BRA)    | 12.71 | Manaus, Brasil         | 19 de maio de 2001    |
| Recorde da Europa                             | Yordanka Donkova (BUL) | 12.21 | Stara Zagora, Bulgária | 20 de agosto de 1988  |
| Recorde da Oceania                            | Sally Pearson (AUS)    | 12.28 | Daegu, Coreia do Sul   | 3 de setembro de 2011 |

Os seguintes recordes mundiais ou olímpicos foram estabelecidos durante esta competição:
| Data        | Evento        | Atleta            | Tempo | Notas            |
| ----------- | ------------- | ----------------- | ----- | ---------------- |
| 23 de julho | Eliminatórias | Tobi Amusan (NGR) | 12:40 | Recorde africano |
| 24 de julho | Semifinais    | Tobi Amusan (NGR) | 12:12 | Recorde mundial  |

## Medalhistas
| Ouro              | Prata                  | Bronze                      |
| Tobi Amusan (NGR) | Britany Anderson (JAM) | Jasmine Camacho-Quinn (PUR) |

## Tempo de qualificação
| Tempo de qualificação. |
| ---------------------- |
| 12.84                  |

## Calendário
| Data        | Horário | Fase          |
| ----------- | ------- | ------------- |
| 23 de julho | 11:20   | Eliminatórias |
| 24 de julho | 17:05   | Semifinais    |
| 24 de julho | 19:00   | Final         |

Todos os horários estão no horário local (UTC-7)

## Resultados

### Eliminatórias
Qualificação: Os três primeiros de cada bateria (Q) e os seis melhores tempos (q) das eliminatórias. 

Vento:

Bateria 1: -0.3 m/s, Bateria 2: -0.4 m/s, Bateria 3: +1.5 m/s, Bateria 4: +0.7 m/s, Bateria 5: +0.5 m/s, Bateria 6: -0.4 m/s, Bateria 7: -0.1 m/s
| Pos. | Bateria | Atleta                | Nacionalidade  | Tempo | Notas |
| ---- | ------- | --------------------- | -------------- | ----- | ----- |
| 1    | 3       | Tobi Amusan           | Nigéria        | 12.40 | Q,    |
| 2    | 5       | Alia Armstrong        | Estados Unidos | 12.48 | Q     |
| 3    | 2       | Jasmine Camacho-Quinn | Porto Rico     | 12.52 | Q     |
| 4    | 1       | Britany Anderson      | Jamaica        | 12.59 | Q     |
| 5    | 6       | Kendra Harrison       | Estados Unidos | 12.60 | Q     |
| 6    | 6       | Cindy Sember          | Grã-Bretanha   | 12.67 | Q     |
| 7    | 2       | Devynne Charlton      | Bahamas        | 12.69 | Q     |
| 8    | 4       | Pia Skrzyszowska      | Polónia        | 12.70 | Q     |
| 9    | 5       | Megan Tapper          | Jamaica        | 12.73 | Q     |
| 10   | 4       | Nadine Visser         | Países Baixos  | 12.76 | Q     |
| 11   | 6       | Michelle Jenneke      | Austrália      | 12.84 | Q,    |
| 12   | 3       | Danielle Williams     | Jamaica        | 12.87 | Q     |
| 13   | 5       | Marione Fourie        | África do Sul  | 12.94 | Q     |
| 14   | 1       | Michelle Harrison     | Canadá         | 12.95 | Q     |
| 15   | 5       | Mako Fukube           | Japão          | 12.96 | q     |
| 16   | 3       | Sarah Lavin           | Irlanda        | 12.99 | Q     |
| 17   | 2       | Noemi Zbären          | Suíça          | 13.00 | Q     |
| 18   | 3       | Celeste Mucci         | Austrália      | 13.01 | q     |
| 19   | 5       | Laëticia Bapté        | França         | 13.03 | q     |
| 20   | 1       | Mette Graversgaard    | Dinamarca      | 13.04 | Q     |
| 21   | 6       | Reetta Hurske         | Finlândia      | 13.09 | q     |
| 22   | 6       | Masumi Aoki           | Japão          | 13.12 | q     |
| 23   | 3       | Ditaji Kambundji      | Suíça          | 13.12 | q     |
| 24   | 6       | Yoveinny Mota         | Venezuela      | 13.12 |       |
| 25   | 3       | Ebony Morrison        | Libéria        | 13.12 |       |
| 26   | 4       | Andrea Vargas         | Costa Rica     | 13.12 | Q     |
| 27   | 4       | Paola Vazquez         | Porto Rico     | 13.13 |       |
| 28   | 2       | Cyréna Samba-Mayela   | França         | 13.15 |       |
| 29   | 6       | Elisa Di Lazzaro      | Itália         | 13.16 |       |
| 30   | 1       | Greisys Roble         | Cuba           | 13.24 |       |
| 31   | 2       | Klaudia Siciarz       | Polónia        | 13.27 |       |
| 32   | 4       | Helena Jiranová       | Chéquia        | 13.37 |       |
| 33   | 2       | Zoë Sedney            | Países Baixos  | 13.38 |       |
| 34   | 3       | Sidonie Fiadanantsoa  | Madagáscar     | 13.57 |       |
| 35   | 1       | Naomi Akakpo          | Togo           | 13.64 |       |
| 36   | 7       | Anne Zagré            | Bélgica        | 14.05 |       |
| 37   | 2       | Ketiley Batista       | Brasil         | 14.22 |       |
|      | 5       | Mulern Jean           | Haiti          |       | DNF   |
|      | 1       | Nia Ali               | Estados Unidos |       | DSQ   |
|      | 4       | Liz Clay              | Austrália      |       | DSQ   |
|      | 4       | Alaysha Johnson       | Estados Unidos |       | DSQ   |

### Semifinais
Qualificação: Os dois primeiros de cada bateria (Q) e os dois melhores tempos (q) das semifinais.
Vento:

Bateria 1: +0.9 m/s, Bateria 2: -0.1 m/s, Bateria 3: +0.3 m/s
| Pos. | Bateria | Atleta                | Nacionalidade  | Tempo        | Notas                |
| ---- | ------- | --------------------- | -------------- | ------------ | -------------------- |
| 1    | 1       | Tobi Amusan           | Nigéria        | 12.12        | Q,                   |
| 2    | 1       | Kendra Harrison       | Estados Unidos | 12.27        | Q,                   |
| 3    | 3       | Britany Anderson      | Jamaica        | 12.31        | Q,                   |
| 4    | 3       | Jasmine Camacho-Quinn | Porto Rico     | 12.32        | Q,                   |
| 5    | 1       | Danielle Williams     | Jamaica        | 12.41        | q,                   |
| 6    | 2       | Alia Armstrong        | Estados Unidos | 12.43        | Q,                   |
| 7    | 2       | Devynne Charlton      | Bahamas        | 12.46        | Q,                   |
| 8    | 1       | Cindy Sember          | Grã-Bretanha   | 12.50        | q,                   |
| 9    | 2       | Megan Tapper          | Jamaica        | 12.52        | Recorde pessoal      |
| 10   | 2       | Pia Skrzyszowska      | Polónia        | 12.62        | =                    |
| 11   | 1       | Michelle Jenneke      | Austrália      | 12.66 (.656) | Recorde pessoal      |
| 12   | 3       | Nadine Visser         | Países Baixos  | 12.66 (.659) | Recorde da temporada |
| 13   | 1       | Ditaji Kambundji      | Suíça          | 12.70        | Recorde pessoal      |
| 14   | 3       | Michelle Harrison     | Canadá         | 12.74        | Recorde pessoal      |
| 15   | 1       | Andrea Vargas         | Costa Rica     | 12.82 (.812) | Recorde da temporada |
| 16   | 1       | Mako Fukube           | Japão          | 12.82 (.820) | Recorde nacional     |
| 17   | 3       | Sarah Lavin           | Irlanda        | 12.87        |                      |
| 18   | 3       | Laëticia Bapté        | França         | 12.93 (.926) |                      |
| 19   | 2       | Marione Fourie        | África do Sul  | 12.93 (.927) | =                    |
| 20   | 3       | Noemi Zbären          | Suíça          | 12.94        | Recorde da temporada |
| 21   | 2       | Masumi Aoki           | Japão          | 13.04        |                      |
| 22   | 2       | Mette Graversgaard    | Dinamarca      | 13.05        |                      |
| 23   | 3       | Reetta Hurske         | Finlândia      | 13.15        |                      |
| 24   | 2       | Celeste Mucci         | Austrália      |              | DSQ                  |

### Final
A final ocorreu dia 24 de julho às 19:01. A velocidade do vento foi de +2,5 m/s e estava fora da faixa permitida para o recorde mundial.
Vento: +2.5 m/s
| Pos.              | Atleta                | Nacionalidade  | Tempo | Notas |
| ----------------- | --------------------- | -------------- | ----- | ----- |
| Medalha de ouro   | Tobi Amusan           | Nigéria        | 12.06 | w     |
| Medalha de prata  | Britany Anderson      | Jamaica        | 12.23 | .224  |
| Medalha de bronze | Jasmine Camacho-Quinn | Porto Rico     | 12.23 | .229  |
| 4                 | Alia Armstrong        | Estados Unidos | 12.31 |       |
| 5                 | Cindy Sember          | Reino Unido    | 12.38 |       |
| 6                 | Danielle Williams     | Jamaica        | 12.44 |       |
| 7                 | Devynne Charlton      | Bahamas        | 12.53 |       |
|                   | Kendra Harrison       | Estados Unidos |       | DSQ   |

Legenda
| Recorde mundial       | Recorde mundial (World record)               |                       | Recorde africano                      | Recorde africano (African) |                                           | Q | Classificado por posição (Qualified) |
| Recorde do campeonato | Recorde do campeonato (Championship record)  | Recorde da América    | Recorde da América (Americas)         | q                          | Classificado por melhor tempo (Qualified) |   |                                      |
| Melhor marca do ano   | Melhor marca do ano (World leading)          | Recorde asiático      | Recorde asiático (Asian)              | DNS                        | Não largou (Did not start)                |   |                                      |
| Recorde nacional      | Recorde nacional (National record)           | Recorde europeu       | Recorde europeu (European)            | DNF                        | Não terminou (Did not finish)             |   |                                      |
| Recorde pessoal       | Recorde pessoal do atleta (Personal best)    | Recorde da Oceania    | Recorde da Oceania (Oceania)          | DSQ / DQ                   | Desclassificado (Disqualified)            |   |                                      |
| Recorde da temporada  | Recorde da temporada do atleta (Season best) | Recorde sul-americano | Recorde sul-americano (South America) | NM                         | Sem marca (No mark)                       |   |                                      |